# Rey de Reyes (2018)
Rey de Reyes 2018 fue la vigésima segunda edición del Rey de Reyes, un evento de pago por visión de lucha libre profesional producido por la Lucha Libre AAA Worldwide. Tuvo lugar el 4 de marzo de 2018 desde el Acrópolis Puebla en Puebla, Puebla. El evento especial es una lucha en la que el ganador se lleva la espada que lo acredita como el Rey de Reyes.

## Resultados
- Faby Apache derrotó a Lady Shani.
  - Apache cubrió a Shani después de un «German Suplex».
  - Durante la lucha, Estrella Divina intervino a favor de Apache.
  - Antes de la lucha, el árbitro El Hijo del Tirantes fue expulsado del ring, bajo las órdenes del gerente general de AAA Vampiro.
  - El Campeonato Reina de Reinas de AAA de Apache, no estuvo en juego.
- Rey Escorpión derrotó a Angelikal, Dave the Clown y a Pimpinela Escarlata en la semifinal del torneo de Rey de Reyes 2018.
  - Escorpión cubrió a Angelikal después de un «Aguijón Negro».
  - Como resultado, Escorpión avanzó a la final del torneo.
- Bengala derrotó a Escoria, Máscara de Bronce y a Argenis en la semifinal del torneo de Rey de Reyes 2018.
  - Bengala cubrió a Escoria después de un «Reverse Piledriver».
  - Como resultado, Bengala avanzó a la final del torneo.
  - Durante la lucha, Argenis sufrió una lesión en la rodilla.
- El Hijo del Vikingo derrotó a Ángel Mortal Jr., Cuervo y a Pagano en la semifinal del torneo de Rey de Reyes 2018.
  - Vikingo cubrió a Cuervo después de un «Reverser 450 Splash».
  - Como resultado, Vikingo avanzó a la final del torneo.
- La Parka derrotó a Dinastía, Venum y El Mesías en la semifinal del torneo de Rey de Reyes 2018.
  - La Parka forzó a Mesías a rendirse con un «Fujiwara Armbar».
  - Como resultado, La Parka avanzó a la final del torneo.
  - Esta fue la última aparición de Mesías en la AAA.
- El Nuevo Poder del Norte (Carta Brava Jr., Tito Santana y Mocho Cota Jr.) (c) derrotaron a Los OGT's (Averno, Chessman y Super Fly) en un Tables, Ladders & Chairs Match y retuvieron el Campeonato Mundial de Tríos de AAA.
  - Cota cubrió a Averno después de un «Spanish Fly» luego de golpear con una mesa.
  - Antes de iniciar la lucha, Los OGT's atacaron al Poder del Norte.
- Rey Escorpión derrotó a Bengala, El Hijo del Vikingo y La Parka en la final del torneo de Rey de Reyes 2018.
  - Escorpión cubrió a La Parka después de un «Backstabber».
  - Durante la lucha, Dave the Clown intervino a favor de Escorpión.
- El Hijo de Dr. Wagner Jr., Hernández y Totalmente Traidores (Monster Clown & Murder Clown) derrotaron a Los Mosqueteros del Diablo (Psycho Clown, La Máscara y Máximo) y Rey Wagner.
  - Hernández cubrió a Wagner después de un «German Suplex».
- El Hijo del Fantasma (con El Fantasma) derrotó a El Texano Jr. (con El Hijo del Tirantes) en una lucha de Máscara vs. Cabellera.
  - Fantasma cubrió a Texano después de un «Thrill of the Kill».
  - Como consecuencia, Texano fue rapado.
  - El Campeonato Latinoamericano de AAA de Fantasma, no estuvo en juego.